# Bațova Mahala, Plevna
Bațova Mahala (în bulgară Бацова Махала) este un sat în comuna Nikopol, regiunea Plevna,  Bulgaria. 

## Demografie
Componența etnică a satului Bațova Mahala
     Bulgari (74,52%)
     Turci (3,39%)
     Nicio identificare (22,08%)
     Altele (0%)
La recensământul din 2011, populația satului Bațova Mahala era de 471 locuitori. Din punct de vedere etnic, majoritatea locuitorilor (74,52%) erau bulgari, cu o minoritate de turci (3,39%). Pentru 22,08% din locuitori nu este cunoscută apartenența etnică.